# Suzuki Intruder C 800
Die Suzuki Intruder C800 ist ein Chopper/Cruiser des japanischen Motorradherstellers Suzuki.

## Technische Daten
- Modell: Intruder C 800
- Baujahr: 2005 – heute

### Motor und Getriebe
Der Motor ist ein flüssigkeitsgekühlter OHC-Viertaktmotor mit zwei Zylindern in V-Anordnung; diese stehen in einem Winkel von 45 Grad. Jeder Zylinder hat vier Ventile. Der Hubraum ist 805 cm³, resultierend aus einer Bohrung von 83 mm und einem Kolbenhub von 74,4 mm. Das Verdichtungsverhältnis beträgt 9,4:1.
Die Nennleistung ist 39 kW/53 PS bei 6000/min. Das maximale Drehmoment von 69 Nm liegt bei 3200 min−1an. Der Motor wird mit einem Elektrostarter angelassen. Das Getriebe hat 5 Gänge. Die Kupplung ist eine Mehrscheibenkupplung. Die Kraft wird über einen Kardanantrieb an das Hinterrad weitergleitet.

## Fahrwerk und Bremsen
Der Rahmen ist ein Doppelschleifen-Rohrrahmen aus Stahl. Die Federwege der Teleskopgabel sind vorne 140 mm, beim Zentralfederbein hinten beträgt der Federweg 105 mm. Radstand 1655 mm. Vorne wird mit einer Scheibenbremse, hinten mit einer Trommelbremse verzögert.

## Maße und Gewichte
- Sitzhöhe: 700 mm
- Tankinhalt inkl. Reserve: 15 l
- Trockengewicht: 277 kg
- Zulässiges Gesamtgewicht: 490 kg
- Höchstgeschwindigkeit: 160 km/h